# Mircea Vodă (okręg Tulcza)
Mircea Vodă – wieś w Rumunii, w okręgu Tulcza, w gminie Cerna. W 2011 roku liczyła 485 mieszkańców.